# Cocoa West
Cocoa West es un lugar designado por el censo ubicado en el condado de Brevard en el estado estadounidense de Florida. En el Censo de 2010 tenía una población de 5.925 habitantes y una densidad poblacional de 630,21 personas por km².

## Geografía
Cocoa West se encuentra ubicado en las coordenadas 28°21′34″N 80°46′16″O / 28.35944, -80.77111. Según la Oficina del Censo de los Estados Unidos, Cocoa West tiene una superficie total de 9.4 km², de la cual 9.4 km² corresponden a tierra firme y (0%) 0 km² es agua.

## Demografía
Según el censo de 2010, había 5.925 personas residiendo en Cocoa West. La densidad de población era de 630,21 hab./km². De los 5.925 habitantes, Cocoa West estaba compuesto por el 47.7% blancos, el 41.3% eran afroamericanos, el 0.59% eran amerindios, el 0.54% eran asiáticos, el 0.96% eran isleños del Pacífico, el 5.08% eran de otras razas y el 3.83% pertenecían a dos o más razas. Del total de la población el 10.26% eran hispanos o latinos de cualquier raza.